# П’ятниці (Нижньогородська область)
П’ятниці (рос. Пятницы) — село в Арзамаському районі Нижньогородської області Російської Федерації.
Населення становить 165 осіб. Входить до складу муніципального утворення Большетумановська сільрада.

## Історія
Від 2009 року входить до складу муніципального утворення Большетумановська сільрада.

## Населення
| 1999 | 2002 | 2010 |
| ---- | ---- | ---- |
| 234  | ↘191 | ↘165 |